# Leszek Maruta
Leszek Maruta (ur. 8 listopada 1930 w Toruniu, zm. 4 sierpnia 2002 w Krakowie) – polski prozaik i satyryk.
Studiował na Akademii Handlowej w Krakowie oraz na Uniwersytecie Jagiellońskim. Debiutował jako satyryk na łamach tygodnika „Życie Literackie” w 1956 roku. W latach 1962–1969 był kierownikiem i wicedyrektorem Estrady Krakowskiej. W latach 1975–1977 był dyrektorem Wojewódzkiego Ośrodka Kultury (Tarnów) oraz członkiem zespołu redakcyjnego czasopisma „Lektura”.

## Twórczość
- Martwa natura z wąsami
- Austriackie gadanie
- Hejnał z wieży wariackiej